# Wounaan (langue)
Pour le peuple, voir Wounaan.
Le wounaan (ou wounmeu) est une langue chocó parlée en Colombie et au Panama.

## Phonologie

### Voyelles
|         | Antérieure        | Centrale    | Postérieure       |
| ------- | ----------------- | ----------- | ----------------- |
| Fermée  | i [i] ɪ [ɪ] ĩ [ĩ] | ɨ [ɨ] ɨ̃ [ɨ̃] | ʊ [ʊ] u [u] ũ [ũ] |
| Moyenne | e [e] ẽ [ẽ]       | ə [ə]       | ʌ [ʌ] o [o] õ [õ] |
| Ouverte |                   | a [a] ã [ã] |                   |

### Consonnes
|              |              | Bilabiales | Dentales    | Latérales | Dorsales | Dorsales | Glottales |
| ------------ | ------------ | ---------- | ----------- | --------- | -------- | -------- | --------- |
| Palatales    | Vélaires     | Bilabiales | Dentales    | Latérales |          |          | Glottales |
| Occlusives   | Sourde       | p [p]      | t [t]       |           |          | k [k]    | ʔ [ʔ]     |
| Occlusives   | Aspirée      | ph [pʰ]    | th [tʰ]     |           |          | kh [kʰ]  |           |
| Occlusives   | Sonore       | b [b]      | d [d]       |           |          | g [g]    |           |
| Fricative    | Fricative    |            | s [s]       |           |          |          | h [h]     |
| Affriquée    | Affriquée    |            |             |           | č [t͡ʃ]   |          |           |
| Nasale       | Nasale       | m [m]      | n [n]       |           |          |          |           |
| liquide      | liquide      |            | r [r] ɾ [ɾ] | l [l]     |          |          |           |
| Semi-voyelle | Semi-voyelle | w [w]      |             |           |          | y [j]    |           |

## Écriture
| Majuscules | A | Ã | Ä | B | Ch | D | E | G | H | I | Ĩ | J | K | Kʼ | L | M | N | O | Õ | Ö | P | Pʼ | R | Rr | S | T | Tʼ | U | Ü | W | Y | Ʌ | Ʌ̃ | Ʌ̈ |
| Minuscules | a | ã | ä | b | ch | d | e | g | h | i | ĩ | j | k | kʼ | l | m | n | o | õ | ö | p | pʼ | r | rr | s | t | tʼ | u | ü | w | y | ʌ | ʌ̃ | ʌ̈ |